# Hypoxylon nicaraguense
Hypoxylon nicaraguense är en svampart som beskrevs av Ellis & Everh. 1893. Hypoxylon nicaraguense ingår i släktet Hypoxylon och familjen kolkärnsvampar.   Inga underarter finns listade i Catalogue of Life.